# Guy Montier
Pour les articles homonymes, voir Montier.
Guy Montier, né le 26 octobre 1905 à Rouen (Seine-Inférieure) et mort le 27 mai 1995 à Rouen (Seine-Maritime), est un homme politique et résistant français, maire de Rouen du 30 août 1944 au 18 mai 1945.

## Biographie
Guy Montier étudie au lycée Corneille de Rouen, puis obtient un doctorat de droit à l'université de Colombia. Agréé, il reprend l'étude de son père (situé 9 rue du Vieux-Palais) à Rouen, puis exerce au no 1 rue Racine après la Libération. Il est avocat syndic auprès du tribunal de commerce de Rouen de 1935 à 1983. Il a également un rôle important dans le port où il est spécialiste de droit maritime.
L'avocat parisien Henri Bourdeau de Fontenay (dit « Seguin »), souhaitant éviter une tutelle administrative des Alliés, le contacte dans la clandestinité pour être le premier maire de Rouen libéré. Guy Montier arrive à la mairie à l'âge de 38 ans le 30 août 1944. Il fait libérer René Stackler, maire mis en place par l'occupant allemand, qui avait été arrêté une heure plus tôt.
Guy Montier est sénateur et chevalier de l'ordre du mérite maritime.

## Distinctions
- Chevalier de l'ordre du Mérite maritime
- Médaille de la Résistance française (1946)[1]